# 前川 (川口市)
前川（まえかわ）は、埼玉県川口市の町名。現行行政地名は前川一丁目から四丁目。住居表示実施地区。郵便番号は333-0842。関連町名である住居表示未実施の前川町（まえかわちょう）についても扱う。前川町の現行行政地名は前川町三丁目から四丁目。前川町の郵便番号は333-0841。

## 地理
川口市西部、埼玉県道35号川口上尾線（産業道路）と芝川の間、埼玉県道111号蕨桜町線の北側に位置し、町の一部は同川や同県道に接している。地区の西端を緑川が南北に流れる。安行領根岸、上青木、前上町、南前川、芝、芝下、 本前川と隣接する。また、南西側で対角線上に芝中田が位置している。地内は主に住宅地となっている。前川町は三丁目は網代橋南側の、芝川左岸側の河川区域内に細長い残部が存在し、居住は皆無である。四丁目は岸川中学校の西方200メートル程の場所に三角形の区域があり、民家が数件と庚申塔が建っている。

## 歴史

### 沿革
もとは江戸期より存在した武蔵国足立郡戸田領に属した前川村であった。前川は前河とも記された。古秩父川が流れていたことが地名の起源となった。
- 1871年（明治4年）11月13日 - 第1次府県統合により埼玉県の管轄となる。
- 1879年（明治12年）3月17日 - 郡区町村編制法により成立した北足立郡に属す。郡役所は浦和宿に設置。
- 1889年（明治22年）4月1日 - 町村制施行に伴い、上青木村・下青木村・前川村が合併し、青木村が成立する。前川村は青木村の大字前川となる。
- 1933年（昭和8年）4月1日 - 川口町、青木村、横曽根村、南平柳村を合併し、川口市が発足、川口市の大字となる。
- 1936年（昭和11年）5月1日 - 大字前川から前川町一丁目〜四丁目が成立[7][9]。大字前川は消滅。
- 1966年（昭和41年）2月 - 清泉幼稚園開園[10]。
- 1977年（昭和52年）9月1日 - 前川町一丁目〜四丁目、上青木町五丁目、大字安行領根岸の各一部から住居表示が実施され前川一丁目〜四丁目が成立[9]。前川町一丁目は消滅。
- 2000年（平成12年）11月8日 - ダイヤモンドシティ・キャラ（現、イオンモール川口前川）開業[11]。
- 2002年（平成14年）11月11日 - コミュニティバス・みんななかまバス（旧）運行開始[12]。
- 2007年（平成19年）8月21日 - ダイヤモンドシティ・キャラが「イオンモール川口キャラ」に[13]。
- 2011年（平成23年）11月21日 - イオンモール川口キャラが「イオンモール川口前川」に[14]。
- 2012年（平成24年）1月1日 - 県道111号が「蕨鳩ヶ谷線」から現在の名称に変更[15]。
- 2013年（平成25年）
  - 12月14日 - みんななかまバス（旧）運行終了[12]。
  - 12月16日 - みんななかまバス（新）運行開始[12]。
- 2016年（平成28年）3月1日 - 芝東第5土地区画整理事業の完了に伴い、前川町二丁目・三丁目・四丁目及び大字安行領根岸の各一部が前川二・三丁目に編入[6]。これにより前川町二丁目は消滅。前川町三丁目は芝川の河川区域内に細長い残部として残り[6]、前川町四丁目は伊刈下水路より北側の、三角形に僅かに突き出た残部が残された。

## 世帯数と人口
2024年（令和6年）3月1日現在の世帯数と人口は以下の通りである。
| 丁目         | 世帯数    | 人口     |
| ------------ | --------- | -------- |
| 前川一丁目   | 757世帯   | 1,462人  |
| 前川二丁目   | 1,287世帯 | 2,670人  |
| 前川三丁目   | 1,664世帯 | 3,341人  |
| 前川四丁目   | 1,361世帯 | 2,646人  |
| 計           | 5,069世帯 | 10,119人 |
|              |           |          |
| 前川町三丁目 | 0世帯     | 0人      |
| 前川町四丁目 | 6世帯     | 13人     |
| 計           | 6世帯     | 13人     |

## 小・中学校の学区
市立小・中学校に通う場合、学区（校区）は以下の通りとなる。
| 丁目         | 番地                             | 小学校               | 中学校               |
| ------------ | -------------------------------- | -------------------- | -------------------- |
| 前川一丁目   | 1番14号〜50号 2番1号〜9番99号    | 川口市立前川小学校   | 川口市立岸川中学校   |
| 前川一丁目   | 15番1号〜23番99号 26番14号〜35号 | 川口市立前川東小学校 | 川口市立岸川中学校   |
| 前川一丁目   | その他                           | 川口市立前川東小学校 | 川口市立上青木中学校 |
| 前川二丁目   | 全域                             | 川口市立前川東小学校 | 川口市立岸川中学校   |
| 前川三丁目   | 全域                             | 川口市立前川東小学校 | 川口市立岸川中学校   |
| 前川四丁目   | 全域                             | 川口市立前川小学校   | 川口市立岸川中学校   |
|              |                                  |                      |                      |
| 前川町三丁目 | 全域                             | 川口市立前川東小学校 | 川口市立岸川中学校   |
| 前川町四丁目 | 全域                             | 川口市立前川小学校   | 川口市立岸川中学校   |

## 交通

### 鉄道
町内に鉄道は敷設されていない。最寄り駅はJR東日本京浜東北線蕨駅である。徒歩での所要時間は同駅に最も近い方角である前川南西部にある川口市立前川図書館で25分。蕨駅、西川口駅、川口駅、JR武蔵野線東浦和駅、埼玉高速鉄道埼玉高速鉄道線新井宿駅、鳩ヶ谷駅を発着または経由する国際興業バスに加え、蕨駅を発着するみんななかまバス（路線名は「芝線」。路線番号は3）が町内を通る。

### 道路
- 埼玉県道111号蕨桜町線
- 埼玉県道332号根岸本町線（中央道路）
- 東京都道・埼玉県道255号足立さいたま自転車道線（自転車歩行者道路）
- 南浦和前川通り
- 前川中央通り
- 前川観音通り

## 施設

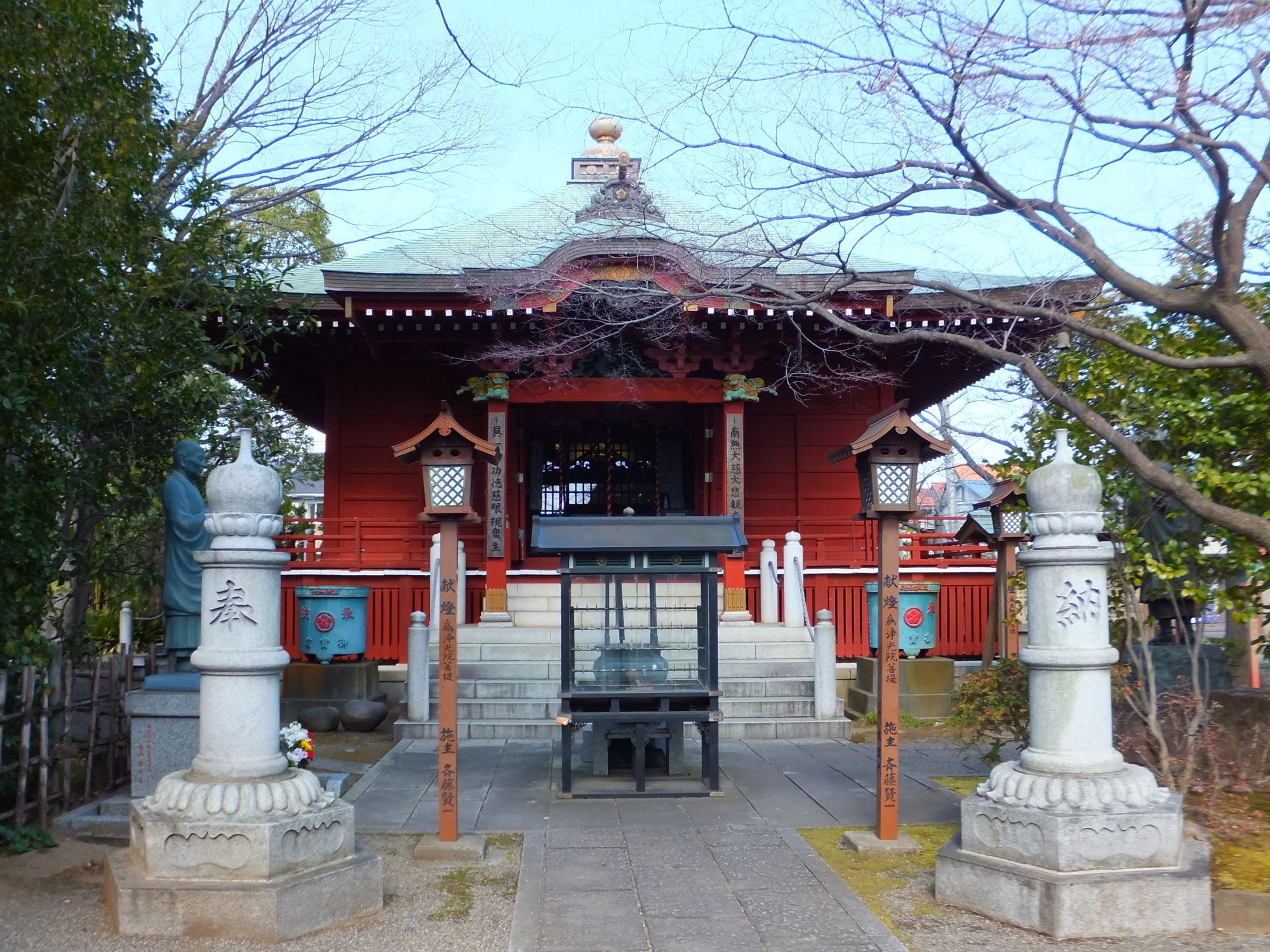
観福寺（前川観音）

一丁目
- イオンモール川口前川
- 前川図書館
- 城北信用金庫
- 清泉幼稚園
- 川口保健所

二丁目
- 前川第6公園

三丁目
- 前川神社
- 市営前川住宅
- 前川第2公園

四丁目
- 前川保育園
- 観福寺（前川観音）
- 前川第1公園
- 前川第3公園